# Antônio José Correia
Antônio José Correia (Lapa, 24 de dezembro de 1865 - Curitiba, 1º de outubro de 1928) foi um político brasileiro.

## Biografia
Foram seus pais o tenente-coronel Miguel José Correia e d. Josepha Maria Pereira Correia. Aos 23 anos começou a exercer funções públicas na cidade de Rio Negro: foi chefe de fiscalização de impostos, subdelegado de polícia e juiz de direito, primeiro distrital e logo após municipal.
Elegeu-se prefeito dessa cidade em 1900, exercendo o mandato até 1907, quando foi eleito deputado estadual para o biênio 1908/1909, sendo o primeiro suplente da mesa executiva da Assembleia Legislativa.
Antônio também exerceu os cargos de coletor de rendas estaduais na cidade de Paranaguá e subinspetor de renda e coletor de rendas estaduais em Ponta Grossa, além de ter sido sócio do "Engenho Bom Jesus", uma das primeiras beneficiadoras de erva-mate do estado.
Por suas atuações políticas em Rio Negro a cidade batizou com seu nome uma de suas vias.